# Săcueni
Săcueni, alternativ Săcuieni, mai demult Podul Săcuilor, (în maghiară Székelyhíd, în trad. "Podul Secuilor", în germană Zickelhaid, Zeckelheid, Zickelhid) este un oraș în județul Bihor, Crișana, România, format din localitățile componente Cadea, Ciocaia, Cubulcut, Olosig, Săcueni (reședința) și Sânnicolau de Munte.

## Demografie
Componența etnică a orașului Săcueni
     Maghiari (62,24%)
     Romi (25,07%)
     Români (5,91%)
     Alte etnii (0,06%)
     Necunoscută (6,73%)
Componența confesională a orașului Săcueni
     Reformați (52,24%)
     Romano-catolici (19,58%)
     Baptiști (6,84%)
     Ortodocși (6,27%)
     Penticostali (1,92%)
     Greco-catolici (1,04%)
     Alte religii (5,14%)
     Necunoscută (6,98%)
Conform recensământului efectuat în 2021, populația orașului Săcueni se ridică la 10.720 de locuitori, în scădere față de recensământul anterior din 2011, când fuseseră înregistrați 11.526 de locuitori. Majoritatea locuitorilor sunt maghiari (62,24%), cu minorități de romi (25,07%) și români (5,91%), iar pentru 6,73% nu se cunoaște apartenența etnică. Din punct de vedere confesional, majoritatea locuitorilor sunt reformați (52,24%), cu minorități de romano-catolici (19,58%), baptiști (6,84%), ortodocși (6,27%), penticostali (1,92%), greco-catolici (1,04%) și altele (2,43%), iar pentru 6,98% nu se cunoaște apartenența confesională.

## Politică și administrație
Orașul Săcueni este administrat de un primar și un consiliu local compus din 17 consilieri. Primarul, Csaba Béres[*], de la Uniunea Democrată Maghiară din România, este în funcție din 2008. Începând cu alegerile locale din 2024, consiliul local are următoarea componență pe partide politice:
|  | Partid                                 | Consilieri | Componența Consiliului | Componența Consiliului | Componența Consiliului | Componența Consiliului | Componența Consiliului | Componența Consiliului | Componența Consiliului | Componența Consiliului | Componența Consiliului | Componența Consiliului |
|  | -------------------------------------- | ---------- | ---------------------- | ---------------------- | ---------------------- | ---------------------- | ---------------------- | ---------------------- | ---------------------- | ---------------------- | ---------------------- | ---------------------- |
|  | Uniunea Democrată Maghiară din România | 10         |                        |                        |                        |                        |                        |                        |                        |                        |                        |                        |
|  | Alianța Maghiară din Transilvania      | 5          |                        |                        |                        |                        |                        |                        |                        |                        |                        |                        |
|  | Partidul Social Democrat               | 1          |                        |                        |                        |                        |                        |                        |                        |                        |                        |                        |
|  | Partidul Național Liberal              | 1          |                        |                        |                        |                        |                        |                        |                        |                        |                        |                        |

### Evoluție demografică
Populația orașului, conform recensământului din anul 2002 era de 11.665 locuitori, din care 891 români, 9.010 maghiari, 1.747 romi, 17 alte etnii. Conform aceluiași recensământ, structura confesională, era următoarea : 832 ortodocși, 2.741 romano-catolici, 7.383 reformați, 719 altă religie.

## Obiective turistice
- Rezervația naturală „Lacul Cicoș” (10 hectare).
- Palatul Stubenberg din Săcueni, monument istoric datând din secolul al XVIII-lea.
- Câmpia Ierului (sit SCI)

## Galerie de imagini

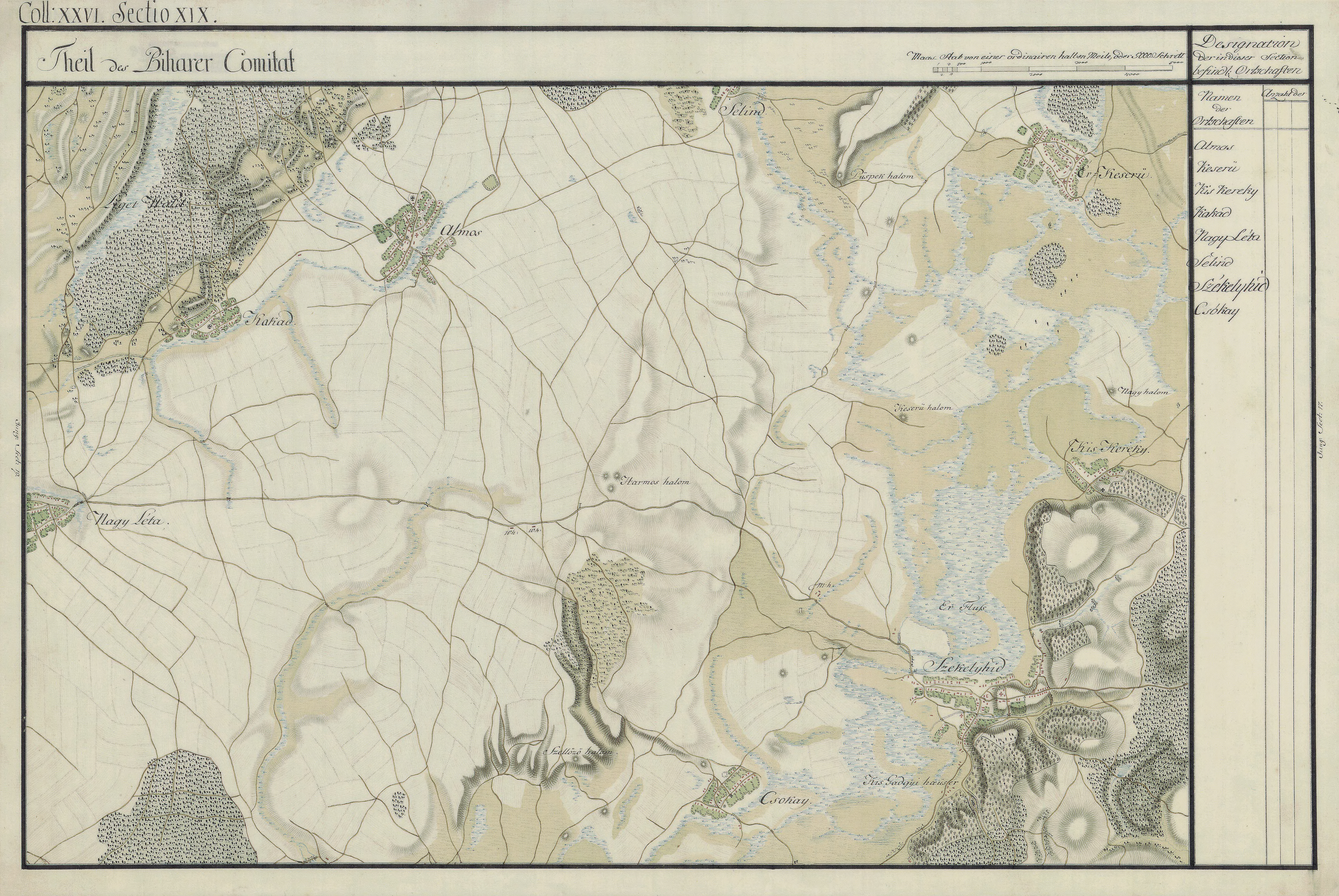
Săcueni în Harta Iosefină a Comitatului Bihor, 1782-85
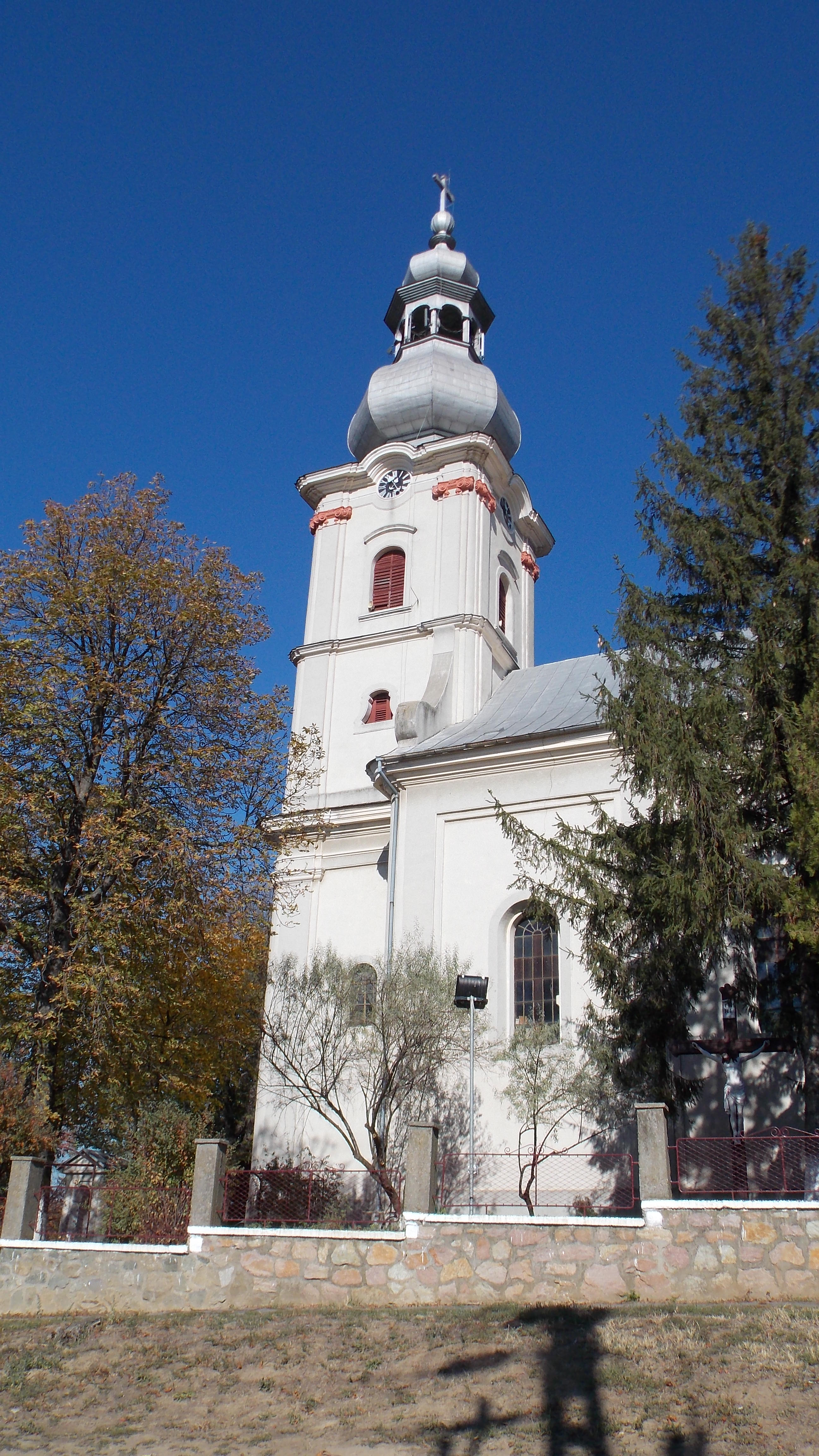
Biserica romano-catolică „Sfânta Maria Imaculata”
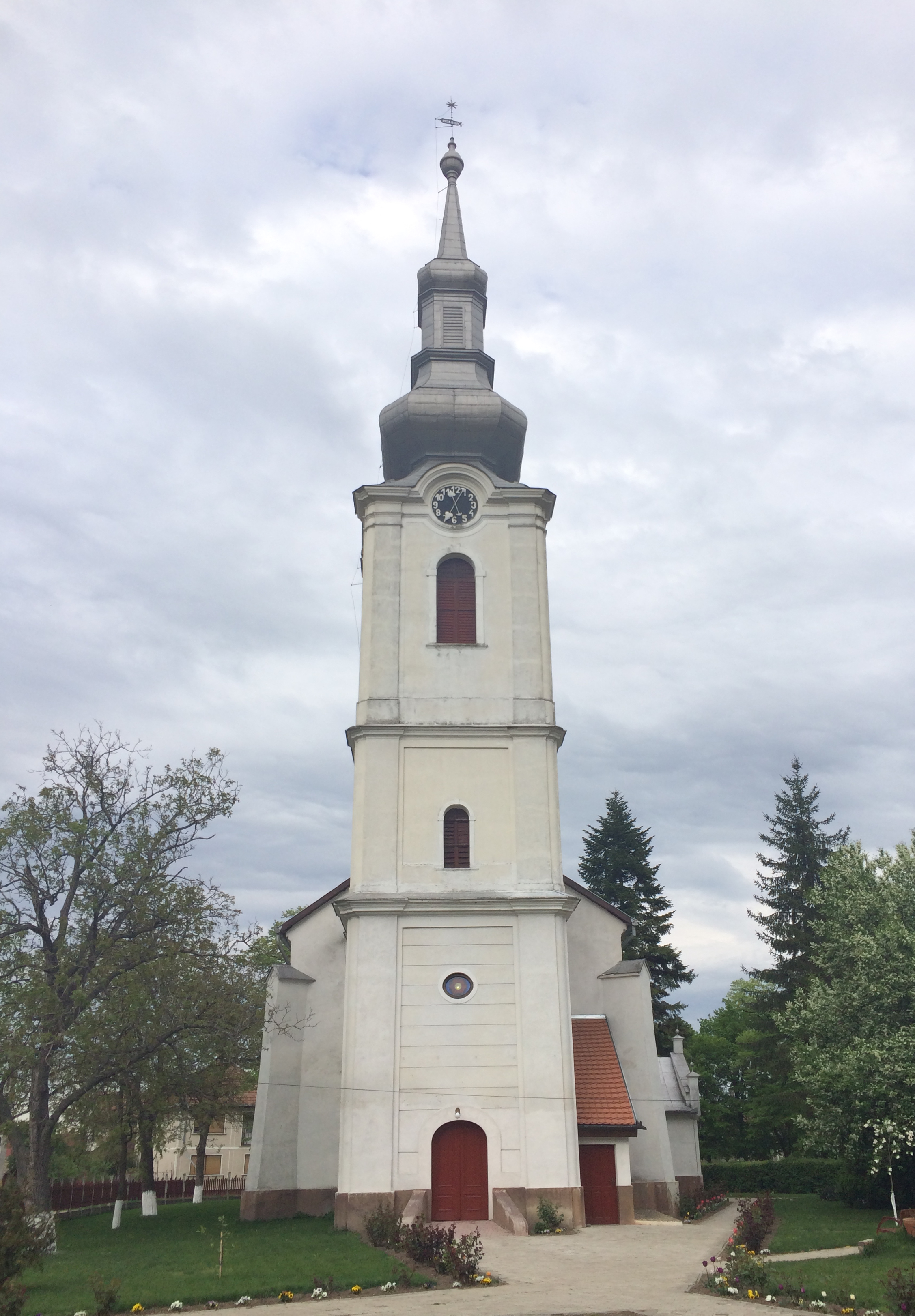
Biserica reformată (față)
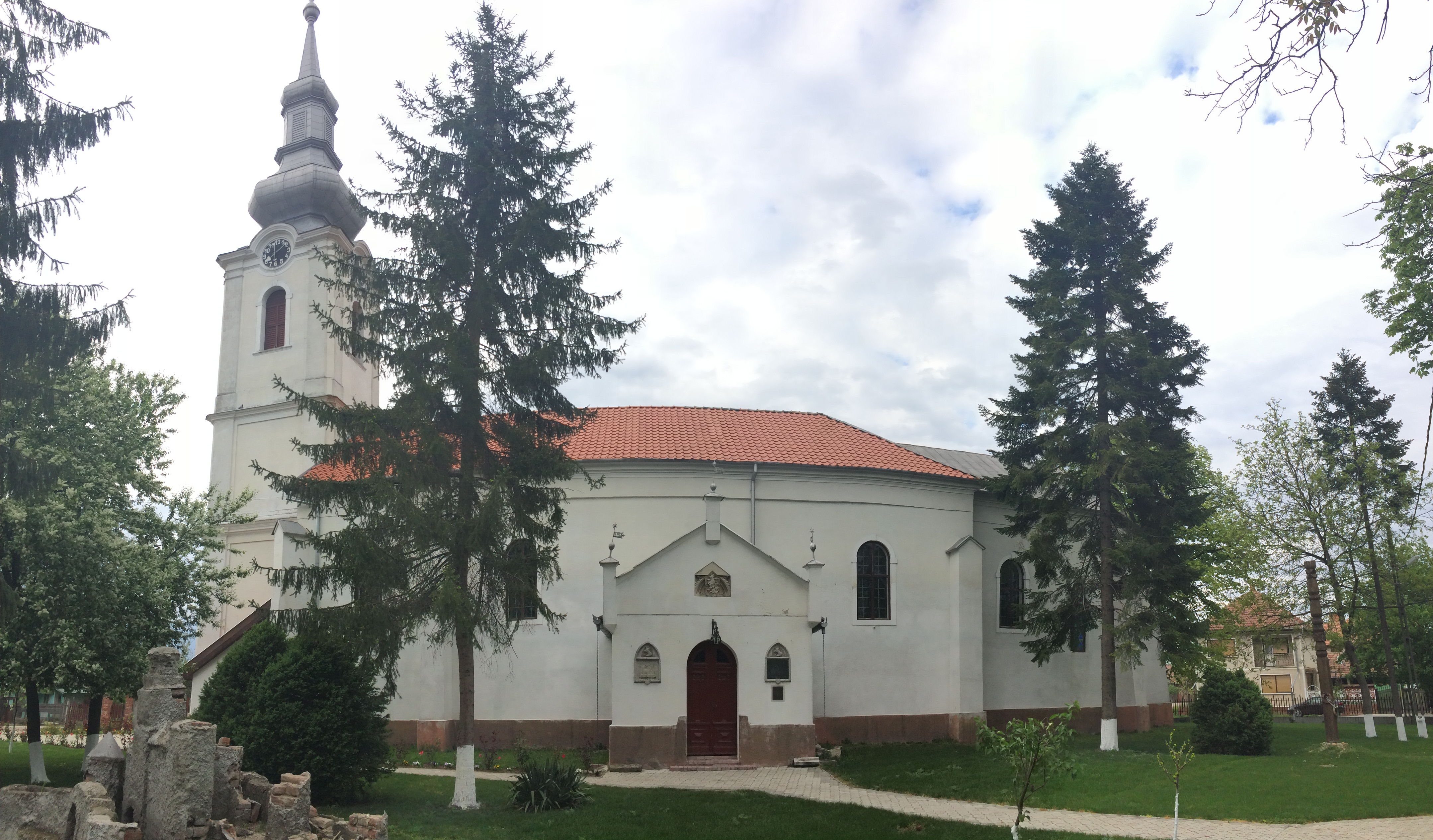
Biserica reformată (lateral)
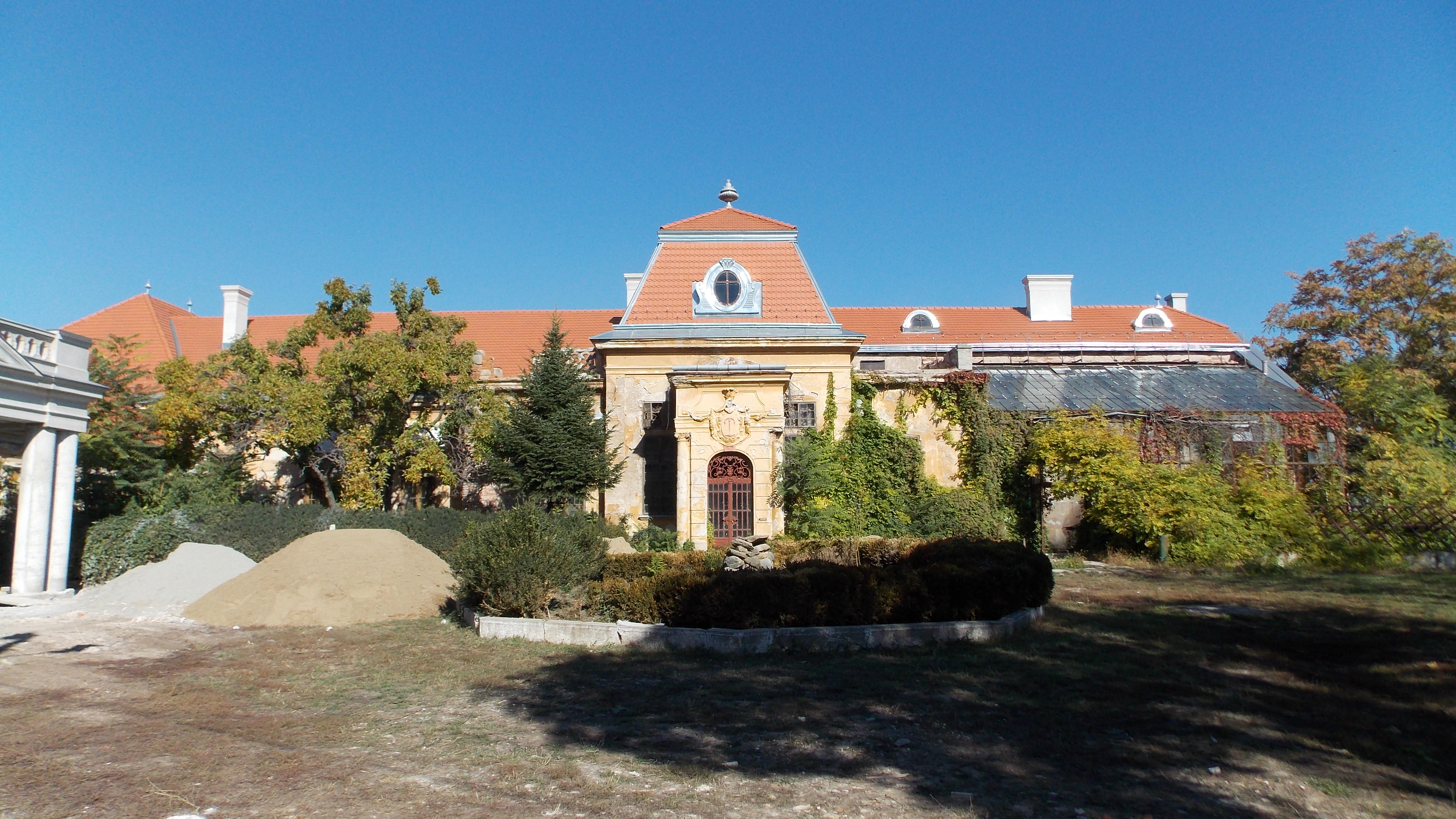
Castelul Stubenberg (din față)

## Personalități născute aici
- Oszkár Tuduka (1928 - 2015), critic muzical, publicist, scriitor, profesor;
- Sever Frențiu (1931 - 1997), pictor, scenograf.